# Andrejev sejem v Gorici
Andrejev sejem v Gorici je posvečen svetemu Andreju, ki je bil prvi od dvanajstih Jezusovih apostolov. Odvija se vsako leto vikend pred prvim decembrskim ponedeljkom, ki je tudi čas pred Miklavževanjem. Pod drugimi imeni ga poznamo kot Karočke oz. Fiera di Sant'Andrea oz. Ringelšpil. Sejem ima dolgo tradicijo v goriškem okolju. V času sejma so ulice mesta zaprte za promet, stojnice pa se vijejo po štirih glavnih ulicah v samem središču mesta.
V delu Gorica drugih časov (»Gorizia d'altri tempi«) Giovanni Cossar pojasnjuje, da je v občinskemu zakoniku iz leta 1852 zapisano, da majhni sejmi lahko trgujejo na ponedeljek in četrtek. Štirje so letni sejmi za vse vrste blaga: Hilarijev, Jernejev, Mihaelov in Andrejev. Sejem se je skozi čas spremenjal in od štirih zgoraj naštetih je še vedno aktualen.
Sejemska karavana sestavljena iz nomadskih trgovcev se predstavi z adrenalinskimi igrali, stojnicami z mandulati in fritelami ter raznovrstno kramo.